# Morannon
Pour les articles homonymes, voir Porte Noire.

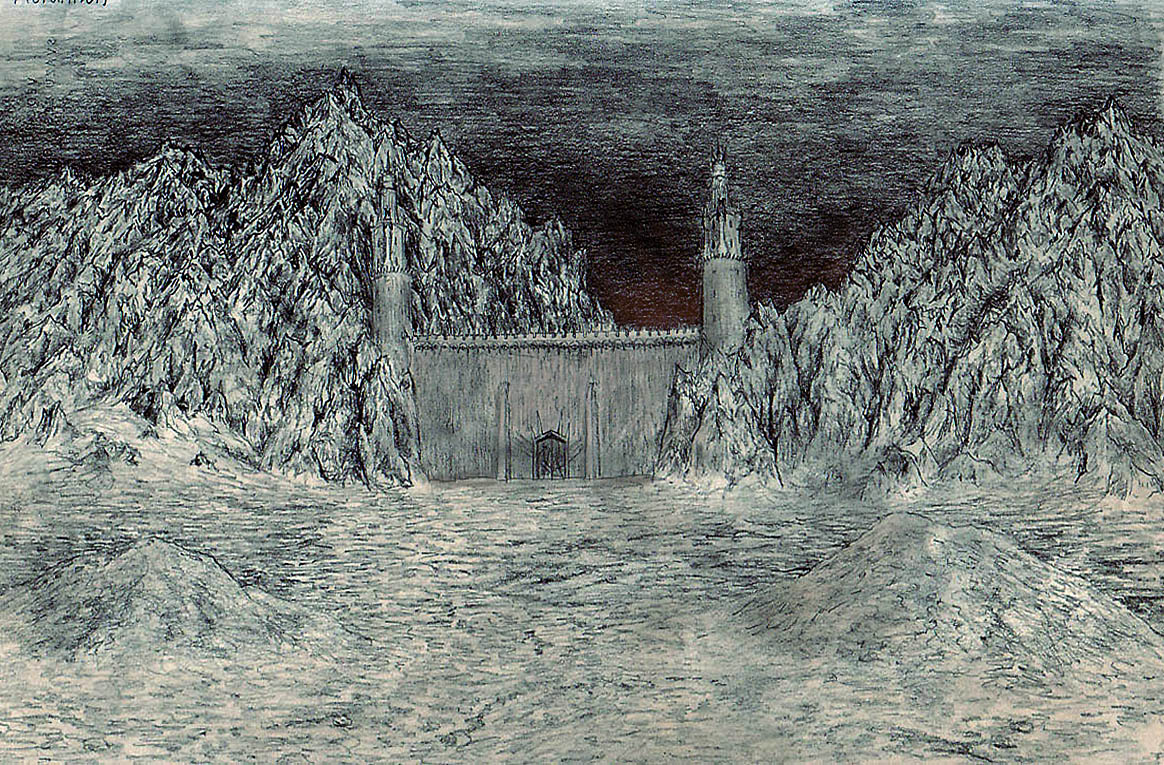
Le Morannon.

Le Morannon (« Porte Noire » en sindarin) est un lieu imaginaire de la Terre du Milieu de J. R. R. Tolkien, constituant l'accès principal au pays de Mordor, celui par lequel entrent et sortent les troupes de Sauron.

## Histoire

### Deuxième Âge
Le Morannon est construit en 1000 D.A. par Sauron pour protéger l'entrée nord du Mordor. Le Morannon est également composé du rempart de Cirith Gorgor, de celui de Caragdûr ainsi que du fossé de Carach Angren. Ces derniers séparent la plaine d'Udûn du plateau de Gorgoroth.
Pendant la Guerre de la Dernière Alliance, en 3434 D.A., dans la Plaine de Dagorlad devant la Porte Noire eut lieu la bataille de Dagorlad. Après la chute de Sauron, les troupes du Gondor bâtirent les Tours des Dents, Narchost et Carchost et occupèrent la Porte Noire pour surveiller le Mordor.

### Troisième Âge
Après que la Grande Peste eut dévasté le Gondor en 1636 T.A., la plupart des forteresses du Gondor qui gardaient les cols furent abandonnées à cause d'un manque de troupes, et la surveillance des frontières du Mordor prit fin en 1640.
À la bataille contre les Gens-des-Chariots en 1944 T.A. quand le roi Ondoher de Gondor et ses deux fils tombèrent au nord de la Porte Noire, le Morannon et les Tours des Dents étaient encore occupées par des troupes du Gondor. Après cela, la force du Gondor déclina, et la Porte Noire ainsi probablement que les Tours des Dents furent elles aussi abandonnées, et demeurèrent inoccupées pendant trente-six ans.
Après le retour du Roi-Sorcier au Mordor en 1980 T.A., la Porte Noire fut probablement réoccupée par les troupes de Sauron.
En 3019 T.A. lors de la Guerre de l'Anneau, elle est le théâtre d'une des ultimes batailles, la dernière menée par le Mordor, en mars 3019 du Troisième Âge.

## Les tours des Dents
Carchost et Narchost (aussi appelées les tours des Dents) sont les noms donnés aux deux tours de guet de la Porte Noire dans la mythologie de J. R. R. Tolkien.
À l'origine construites par le Gondor pour surveiller le Mordor, elles finirent par tomber aux mains de Sauron. Elles furent détruites en même temps que la Porte Noire en 3019 du Troisième Âge.